# Joseph Lee Han-taek
Joseph Lee Han-taek SJ (ur. 5 grudnia 1934 w Anseong) – koreański duchowny katolicki, biskup diecezji Uijeongbu w latach 2004-2010.

## Życiorys
W 1956 wstąpił do seminarium w Seulu. W 1959 dołączył do Towarzystwa Jezusowego i został wysłany do Stanów Zjednoczonych. W latach 1963–1967 studiował na St. Louis University w Missouri. Uzyskał tytuły naukowe z literatury, filozofii i matematyki.
Święcenia kapłańskie przyjął 9 czerwca 1971. Był m.in. wykładowcą Uniwersytetu Sogang (1973-79), rektorem tejże uczelni (1999-2002), przełożonym regionalnym jezuitów (1980-1985) oraz mistrzem nowicjatu (1987-1995).

### Episkopat
19 listopada 2001 został mianowany przez papieża Jana Pawła II biskupem pomocniczym archidiecezji seulskiej i biskupem tytularnym Thibuzabetum. Sakry biskupiej udzielił mu 25 stycznia 2002 arcybiskup Seulu, Nicholas Cheong Jin-suk (późniejszy kardynał).
5 lipca 2004 został mianowany biskupem nowo erygowanej diecezji Uijeongbu.
26 lutego 2010 przeszedł na emeryturę.